# اسماعیل حاجی‌اف
اسماعیل حاجی‌اف (ترکی آذربایجانی: İsmayıl Əhməd Cövdət oğlu Hacıyev؛ زادهٔ ۱۸ نوامبر ۱۹۴۹) آهنگ‌ساز و رهبر ارکستر آذربایجانی کانادایی است. وی فرزند جودت حاجی‌اف، آهنگ‌ساز بنام، و امینه دلبازی، رقصنده شهیر آذربایجانی، می‌باشد.

## اوایل زندگی و تحصیلات
اسماعیل حاجی‌اف ۱۸ نوامبر سال ۱۹۴۹ به جهان آمد. وی دانش‌آموخته رشته نظریه موسیقی و آهنگ‌سازی از آکادمی موسیقی باکو با اخذ لوح تقدیر در سال ۱۹۷۳ است. حاجی‌اف در دوران دانشجویی از قارا قارایف، آهنگ‌ساز شناخته شده آذربایجانی، آموزش دید.

## فعالیت
اسماعیل حاجی‌اف که در سال ۱۹۷۵ به عضویت اتحادیه آهنگ‌سازان شوروی درآمد، سمفونی‌ها، واریاسیون‌های سمفونیک، کوارتت زهی، ۳ پوئم سمفونیک، آهنگ‌های پیانو و پاساکالیا (نوعی رقص آهسته و وقار آمیز ایتالیایی) ساخته‌است. بین سالهای ۱۹۷۵ الی ۱۹۸۱ تحت نظارت «ایلیا موسین»، رئیس تالار مارینسکی، و والری گرگیف، رهبر ارکستر مهمان در تالار اپرای متروپولیتن نیویورک، به ادامه تحصیل در رشته اپرا و رهبری ارکستر کنسرواتوار سن پترزبورگ پرداخت. در پی فارغ‌التحصیلی، به عنوان دستیار یوگنی مراوینسکی، کارگردان هنری ارکستر فیلارمونیک سن پترزبورگ، مشغول به کار شد. در این بحبوحه زمانی، در کنار اجراهایش، تعداد زیادی ضبط را نیز انجام داد. اسماعیل حاجی‌اف در سال ۱۹۸۵ اولین ارکستر مجلسی تجاری موسیقی کلاسیک و معاصر به نام «الهام» ایجاد کرد. او به همراه این ارکستر، چندین کشور جهان را گشت و اجراهای موفق متعددی را به جا آورد. رپرتوار «الهام» هم موسیقی غربی و هم خاوری را در خود جای می‌دهد.
اسماعیل حاجی‌اف از سال ۱۹۹۹ ساکن کاناداست. در سال ۲۰۰۱ بود که ارکستری تحت عنوان «ارکستر مجلسی جاده ابریشم» در کانادا به تأسیس رسانید. در کنار این ارکستر، کنسرت‌های فراوانی در چند شهر کانادا نظیر تورنتو، اتاوا و نایاگارا-آن-د-لیک اجرا کرده‌است.